# Gentianella moorcroftiana
Gentianella moorcroftiana är en gentianaväxtart som först beskrevs av Nathaniel Wallich och August Heinrich Rudolf Grisebach, och fick sitt nu gällande namn av Airy Shaw. Gentianella moorcroftiana ingår i släktet gentianellor, och familjen gentianaväxter. Utöver nominatformen finns också underarten G. m. falconeri.